# 汉简体

汉简体（方正）

漢簡體是一款模倣漢朝簡牘文字的書法字體，由中國書法家張有清書寫、北京方正集團開發。属于漢隸的過渡變形，故帶有隸書的基本架構。字形扁平，捺畫向右延展，奔放之中不失規整。但由於漢簡距今年代久遠，很多字型已經發生較大變化，加之採用簡體中文書寫，與原有簡字的字形與尚有一定差距。
現在漢簡體已應用於書報印刷及廣告、包裝裝飾和牌匾等。特別是在中國文化宣傳領域，如2008年北京奧運會的宣傳。